# ليون واشنطن
ليون واشنطن (بالإنجليزية: Leon Washington)‏ (و. 1982  م) هو لاعب كرة قدم أمريكية، من الولايات المتحدة، ولد في جاكسونفيل، فلوريدا، يلعب كراكض للخلف ‏.

## التعليم
تعلم في Andrew Jackson High School (Jacksonville) ‏.